# Herrschaft Hohenaschau

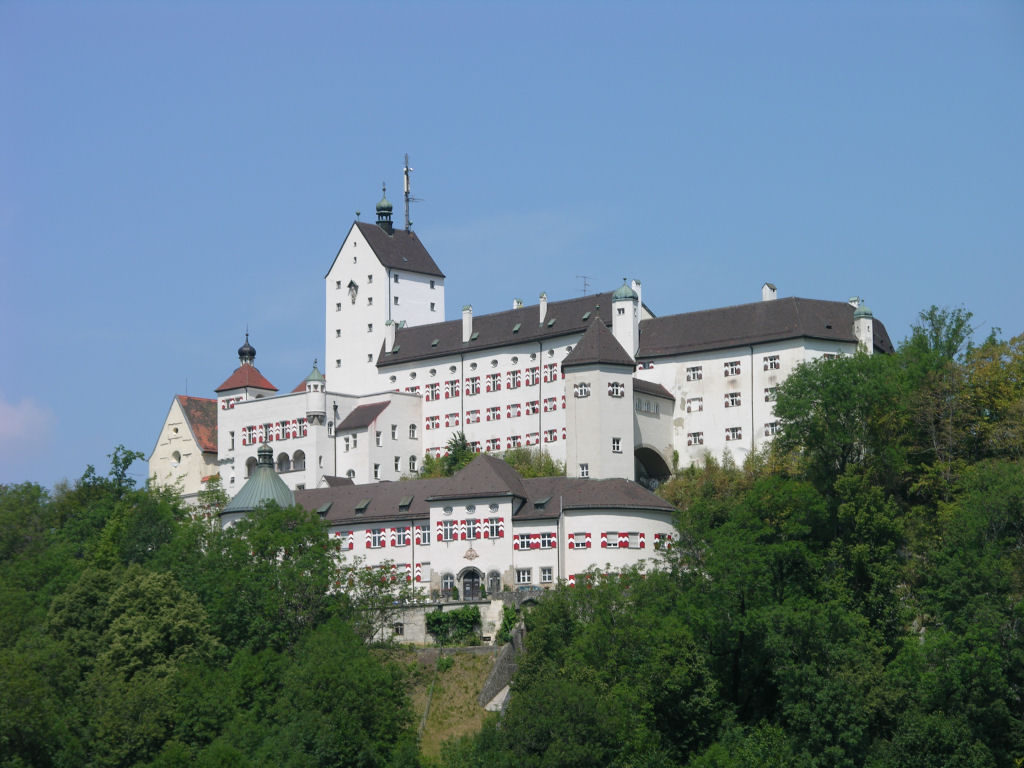
Schloss Hohenaschau

Die Herrschaft Hohenaschau war eine mit Hoch- und Blutgerichtsbarkeit ausgestattete Herrschaft im Chiemgau an der bayerisch-Tiroler Grenze. Sitz war Schloss Hohenaschau.

## Geschichte
Das Gebiet im oberen Priental war seit dem 8. Jahrhundert überwiegend im Eigentum des Salzburger Erzstiftes. Dieses übertrug Mitte des 12. Jahrhunderts die Verwaltung den Grafen von Falkenstein-Neuburg als Vögte. Diese setzten wiederum die Herren von Hirnsberg als Untervögte für das Gebiet um Aschau ein, das dadurch bis zu einer Erbteilung um 1300 mit der Herrschaft Wildenwart eine Einheit bildete. Die ersten Teile der Burg Hohenaschau wurde um etwa 1165 erbaut durch Konrad und Arnold von Hirnsberg. 
Durch wirtschaftliche Schwierigkeiten und das Aussterben männlicher Erblinien wechselte die Herrschaft. Die bedeutenden Adelsgeschlechter der Freiherren von Preysing (beginnend mit Johann Christoph von Preysing 1608) und Freyberg (ab 1688) erweiterten den Besitz und bauten das Schloss zum Mittelpunkt des Verwaltungssitzes ihrer Herrschaft aus. Im 16. Jahrhundert gelang es Pankraz von Freyberg, viele kleinere Besitzungen in der Umgebung aufzukaufen und 1529 die Besitztümer des Fürsterzbistums Salzburg im Priental zu erwerben. Die Herrschaft Hohenaschau war kein Fürstentum im eigentlichen Sinn, hatte aber dennoch eine ganze Reihe von Hoheitsrechten, wie das Recht der Hoch- und Blutgerichtsbarkeit, die sich aus der Zugehörigkeit zu Salzburg herleiteten und auch nach der Umwandlung in eine weltliche Herrschaft bewahrt werden konnten.
Beginnend mit den Freybergern wurde im oberen Priental die Eisenverarbeitung gefördert und eine Forst- und Almordnung erlassen. Der darauf folgende wirtschaftliche Aufschwung erlaubte auch einen fortschreitenden Ausbau und Umgestaltung der Burg zunächst Stil der Renaissance (1540–1560) und des Hochbarock (1672–1686). In den Jahren 1704 (Spanischer Erbfolgekrieg) und 1809 (Tiroler Volksaufstand) wurde das Gebiet der Herrschaft Hohenaschau militärisch heimgesucht und die Burg geplündert.
1771 kam die nahe gelegene Herrschaft Wildenwart ebenfalls in den Besitz der Preysings und wurde wieder mit der Herrschaft Hohenaschau vereint. Die größten Ortschaften waren die Dörfer Prien und Niederaschau, die im Jahr 1804 aus 33 bzw. 23 Häusern bestanden.  1813 wurden die Herrschaften Wildenwart und Hohenaschau in ein königlich-bayerisches, gräflich-preysingisches Herrschaftsgericht mit Sitz in Prien umgewandelt. Die 1818 erfolgte Aufhebung der Belehnung wurde gerichtlich angefochten, so dass das Gericht bis zur Revolution 1848 Bestand hatte. Ab 1827 wurden auch die Gräfl. Preysing'schen Herrschaftsgerichte Brannenburg und Neubeuern von Prien aus verwaltet. Ab 1848 waren alle adligen Herrschaften aufgehoben.
Hohen- und Niederaschau wurden im Zuge der Verwaltungsreformen in Bayern 1818 selbständige politische Gemeinden. Am 1. Januar 1966 wurden Hohen- und Niederaschau zur Gemeinde Aschau im Chiemgau zusammengelegt.